# Єжи Копанський
Єжи Копанський (пол. Jerzy Kopański; нар. 8 квітня 1957, Катовиці, Сілезьке воєводство) — польський борець греко-римського стилю, бронзовий призер чемпіонату світу, дворазовий срібний призер чемпіонатів Європи, учасник Олімпійських ігор.

## Життєпис
Народився 8 квітня 1957 року в Катовицях, син Стефана та Стефанії Копанських, закінчив середню школу в Гливицях.
Виступав за клуби MKS «Pałac Młodzieży» (1969—1977) та «GKS Katowice» Катовиці (1978—1989), тренувався у Міхала Диновіча, а потім у Яна Адамашека і Антонія Мастернака (клуб) і Станіслава Кшесінського (збірна).
2-разовий чемпіон Польщі у напівсередній ваговій категорії.
Після Олімпійських ігор у Сеулі він поїхав до Німеччини.

## Спортивні результати на міжнародних змаганнях

### Виступи на Олімпіадах
| Змагання                    | Збірна | Вагова категорія                 | Місце |
| --------------------------- | ------ | -------------------------------- | ----- |
| Літні Олімпійські ігри 1988 | Польща | греко-римська боротьба, до 68 кг | 5     |

### Виступи на Чемпіонатах світу
| Змагання                        | Збірна | Вагова категорія                 | Місце  |
| ------------------------------- | ------ | -------------------------------- | ------ |
| Чемпіонат світу з боротьби 1983 | Польща | греко-римська боротьба, до 68 кг | 6      |
| Чемпіонат світу з боротьби 1987 | Польща | греко-римська боротьба, до 68 кг | Бронза |

### Виступи на Чемпіонатах Європи
| Змагання                         | Збірна | Вагова категорія                 | Місце  |
| -------------------------------- | ------ | -------------------------------- | ------ |
| Чемпіонат Європи з боротьби 1983 | Польща | греко-римська боротьба, до 68 кг | Срібло |
| Чемпіонат Європи з боротьби 1985 | Польща | греко-римська боротьба, до 74 кг | 5      |
| Чемпіонат Європи з боротьби 1986 | Польща | греко-римська боротьба, до 74 кг | 4      |
| Чемпіонат Європи з боротьби 1987 | Польща | греко-римська боротьба, до 68 кг | Срібло |

### Виступи на інших змаганнях
| Змагання                           | Збірна | Вагова категорія                 | Місце  |
| ---------------------------------- | ------ | -------------------------------- | ------ |
| Гран-прі Німеччини з боротьби 1982 | Польща | греко-римська боротьба, до 68 кг | Срібло |
| Золотий Гран-прі з боротьби 1987   | Польща | греко-римська боротьба, до 68 кг | 5      |
| Гран-прі Німеччини з боротьби 1987 | Польща | греко-римська боротьба, до 68 кг | Золото |
| Гала гран-прі FILA 1987            | Польща | греко-римська боротьба, до 68 кг | Срібло |
| Гран-прі Німеччини з боротьби 1988 | Польща | греко-римська боротьба, до 68 кг | Бронза |